# Diklići
Diklići is een plaats in de gemeente Višnjan in de Kroatische provincie Istrië. De plaats telt 51 inwoners (2001).